# Финал Кубка Стэнли 2008
Финал Кубка Стэнли 2008 —  решающая серия розыгрыша Кубка Стэнли в сезоне 2007—2008. В финале встретились победители своих конференций — Детройт Ред Уингз от западной и Питтсбург Пингвинз от восточной. В одиннадцатый раз в своей истории Кубок завоевала команда из Детройта, обыграв со счётом 4-2 питтсбургскую команду, которая никогда прежде не проигрывала финалы плей-офф. Конн Смайт Трофи — приз самому ценному игроку плей-офф — сразу после окончания серии вручил комиссионер НХЛ Гэри Бэттман альтернативному капитану «Крыльев» Хенрику Зеттербергу, для которого эта победа стала первой в карьере.

## Арены
| Детройт             | Джо Луис-арена Меллон-аренаАрены финала Кубка Стэнли 2008 | Питтсбург           |
| Джо Луис-арена      | Джо Луис-арена Меллон-аренаАрены финала Кубка Стэнли 2008 | Меллон-арена        |
| Вместимость: 20 066 | Джо Луис-арена Меллон-аренаАрены финала Кубка Стэнли 2008 | Вместимость: 16 940 |
|                     | Джо Луис-арена Меллон-аренаАрены финала Кубка Стэнли 2008 |                     |

## Первая игра
«Детройт» 4:0 «Питтсбург»
- Голы: 1:0 Самуэльссон 3 (33.01), 2:0 Самуэльссон 4 (42.16), 3:0 Клири 2 (Стюарт, 57.18 м.), 4:0 Зеттерберг 12 (Холмстрем, Лидстрем, 59.47 б.).
- Вратари: Осгуд (19-19) — Флери (36-32).
- Три звезды: Самуэльссон (Д), Осгуд (Д), Клири (Д). Штраф: 10-12. Большинство: 1/6 (9.50) — 0/5 (8.11).

## Вторая игра
«Детройт» 3:0 «Питтсбург»
- Голы: 1:0 Стюарт 1 (Филппула, 6.55), 2:0 Холмстрем 4 (Зеттерберг, 11.18), 3:0 Филппула 4 (Франзен, Стюарт, 48.48).
- Вратари: Осгуд (22-22) — Флери (34-31).
- Три звезды: Осгуд (Д), Филппула (Д), Стюарт (Д).
- Штраф: 16-46. Большинство: 0/8 (13.20) — 0/3 (4.12).

## Третья игра
«Питтсбург» 3:2 «Детройт»
- Голы: 1:0 Кросби (Мариан Госса, 17.25), 2:0 Кросби (Мариан Госса, Мелоун 22.34), 2:1 Франзен (Лидстрём, Крунвалль, 34.48), 3:1 Халл (Тальбо, Робертс, 47:18), 3:2 Самуэльссон (Стюарт, Филппула, 53:37).
- Вратари: Флери (32-34) — Осгуд (21-24).
- Броски: 24-34.

## Четвертая игра
«Питтсбург» 1:2 «Детройт»
- Голы: 1:0 Мариан Госса 10 (Гончар, Кросби, 2.51 б.), 1:1 Лидстрем 3 (Рафальски, Дацюк, 7.06), 1:2 Гудлер 5 (Хелм, Стюарт, 42.26).
- Вратари: Флери (30-28) — Осгуд (23-22).
- Три звезды: Лидстрем (Д), Осгуд (Д), Мариан Госса (П).
- Штраф: 10-16. Большинство: 1/6 (9.14) — 0/3 (6.00).

## Пятая игра
«Детройт» 3:4 «Питтсбург» ОТ3
- Голы: 0:1 Мариан Госса 11 (Кросби, Дюпуи, 8.37), 0:2 Халл 3 (14.41), 1:2 Хелм 2 (Молтби, 22.54), 2:2 Дацюк 10 (Зеттерберг, Рафальски, 46.43 б.), 3:2 Рафальски 3 (Франзен, Зеттерберг, 49.23), 3:3 Тальбо 3 (Мариан Госса, Кросби, 59.25), 3:4 Сикора 6 (Малкин, Гончар, 109.57 б.).
- Вратари: Осгуд (32-28) — Флери (58-55).
- Три звезды: Флери (П), Сикора (П), Зеттерберг (Д).
- Штраф: 14-12. Большинство: 1/5 (7.31) — 1/5 (7.45).

## Шестая игра
«Питтсбург» 2:3 «Детройт»
- Голы: 0:1 Рафальски 4 (Зеттерберг, Дацюк, 5.03 б.), 0:2 Филппула 5 (Самуэльссон, Крунвалл, 28.07), 1:2 Малкин 10 (Кросби, Мариан Госса, 35.26 б.), 1:3 Зеттерберг 13 (Дацюк, Крунвалл, 47.36), 2:3 Мариан Госса 12 (Гончар, Малкин, 58.33 б.).
- Вратари: Флери (30-27) — Осгуд (22-20).
- Три звезды: Зеттерберг (Д), Рафальски (Д), Малкин (П).
- Штраф: 8-12. Большинство: 2/5 (5.51) — 1/3 (4.46).

| Обладатель Кубка Стэнли 2008         |
| ------------------------------------ |
| Детройт Ред Уингз одиннадцатый титул |